# نيو جيو
نيو جيو (بالإنجليزية: Neogeo)‏ (باليابانية ネオジオ) هي منصة ألعاب آركايد تستخدم «كارتردج» كوسيط لتخزين اللعبة، و منصة ألعاب فيديو منزلية تنتمي للجيل الرابع تم إصدارها في 26 نيسان (أبريل) 1990، من قِبَل الشركة اليابانية SNK، و قد كان أول نظام ألعاب من عائلة Neogeo التي أصدرتها شركة SNK. تم التسويق لنظام Neogeo على أنه نظام 24 بِت، و من الناحية التقنيية فإن معالجه مبني على هيكلية المعالجات من طراز 68000 يعمل بأسلوب معالجة متوازية بعرض ناقل 16\32 بِت، مع وجود معالج مساعد من طراز Z80 بعرض ناقل 8\16 بِت مشابه للمعالج المستخدم في منصة Sega Genesis لألعاب الفيديو المنزلية، في حين تحتوي منصة Neogeo معالج رسوميات بعرض ناقل 24 بِت.
تم في البداية إطلاق Neogeo كمنصة آركايد سميت MVS و هو اختصار للاسم (Multi Video System). سمحت منصة آركايد بوضع عدد يصل حتى ست بطاقات كارتردج في نفس الوقت، و هي خاصية فريدة مرغوبة في سوق منصات آركايد لأنها تسمح للمستثمر باستغلال عدد أكبر من الألعاب في حيز مكاني محدود.

## التاريخ
في البداية، كانت العاب نيوجيو متاحة للإيجار إلى المؤسسات التجارية، مثل الفنادق والحانات والمطاعم وأماكن أخرى. عندما توسعت واستجابة للعملاء أشارت إلى أن بعض الزبائن كانوا على استعداد لشراء الجهاز بقيمة 650 دولارا. واطلق رسميا جهاز النيو جيو في 31 كانون الثاني، 1990 في أوساكا، اليابان. يمتلك الجهاز امكانيات كبيرة جدة بمعايير تلك الحقبة مقارنة بسوبر نينتندو وسيجا جينسيس يعتبر الأفضل من حيث الامكانيات بكثيير الا ان ثمنه الباهظ وأيضا اسعار العابه الذي يناسب الطبقة المخملية فقط سببت في فشله كجهاز منزلي

## وصلات خارجية
- NeoGeo Museum (official)
- SNK Playmore official website
- SNK Playmore USA official web site
- Official Neo Geo website
- NeoGeoSoft.com: A complete software and artwork resource for the Neo Geo.
- Video of Neo Geo AES hardware and features from FamicomDojo.TV